# Конопля в Сан-Марино
Конопля в Сан-Марино запрещена для рекреационных целей, но некоторые средства на основе конопли законны для использования в медицинских целях. 

## История
В отчёте правительства США за 1973 год отмечался правовой статус каннабиса в Сан-Марино: «Закон Сан-Марино 1956 года не включает коноплю конкретно в список наркотических средств, основанный на конвенции 1931 года, однако закон также ссылается на другие постановления, которые, вероятно, включают коноплю в качестве наркотического вещества. За незаконное хранение, употребление, ввоз, вывоз или оборот наркотических веществ предусмотрено наказание в виде лишения свободы на срок от трёх до восьми лет и штрафа».

## Медицинская конопля
В 2016 году правительству Сан-Марино была представлена Istanza d’Arengo (общественная инициатива) с просьбой легализовать медицинский каннабис. Эта мера была одобрена правительством, которое начало процесс разработки плана выращивания, переговоров по международным договорам и других необходимых шагов.
С 2016 года каннабиоидосодержащий препарат Сативекс выдаётся бесплатно в Сан-Марино пациентам, страдающим от боли из-за рассеянного склероза или заболеваний костного мозга.